# Стукач (фильм, 1988)
«Стукач» (другое название «Ничей») — советский фильм-драма режиссёра Николая Лырчикова, снят на киностудии имени М. Горького в 1988 году.

## Сюжет
Павел Восковой, деревенский парень из Гуляево, поступил на первый курс пединститута. Перед оформлением в общежитие его просят зайти в деканат. Там некий человек проводит с ним беседу — говорит, что приметил Павла давно, что тот «серьёзный парень» и не «пустозвон». Этот человек просит Павла понаблюдать за некоторыми студентами и собрать «информацию». Поскольку они замышляют преступление, Павел соглашается помочь.
Оказалось, что в прошлом году группа студентов написала письмо в министерство с требованием заменить «полуграмотного» ректора. В институт приезжала комиссия, но дело тогда спустили на тормозах. Двух студентов после этого события из института исключили. Тем не менее, есть «мнение», что они не успокоились и планируют в этом году новую акцию, уже более серьёзную, чем просто письмо в министерство.
Павел знакомится с этими студентами и входит в их круг. Он узнаёт, что их новая акция — взорвать «Волгу» ректора и поджечь его дачу. Павел рассказывает об этом этому своему «куратору» Вадиму, но не раскрывает даты этой акции. Не зная точной даты, Вадим не может ничего предпринять по существу. Тогда он рассказывает Павлу свою историю. Оказывается, он не из «солидной организации», он всего лишь сын этого самого ректора, он использовал Павла для того, чтобы помочь своему старому отцу. Павел встаёт перед дилеммой. Он честный человек и вошёл в доверие к этим студентам, если же он расскажет подробности их акции — их всех «накроют» и он окажется стукачом. В другом же случае пострадает старик-ректор…

## В ролях
- Артём Тынкасов — Павел Восковой (роль озвучил Вячеслав Баранов)
- Александр Феклистов — Вадим Александрович Лаптев
- Аркадий Левин — Андрей Успенский
- Виктор Павлюченков — Сергей Готов
- Владимир Стеклов — Артур Васильевич Успенский
- Игорь Дмитриев — Липков
- Дмитрий Журавлёв — Дима
- Валерий Немешаев — Толик
- Станислав Фатов — Валера
- Олег Буданков — Костя
- Владислав Дашевский — Слава
- Владимир Бадов — «Чёрный»
- Раиса Рязанова — Нина Степановна
- Владимир Прокофьев — дежурный милиционер
- Александр Савченко

## Съёмки
Фильм снимали в Москве, во Владимире и во Владимирской области. Снаружи и внутри показан МПГУ (пер. Хользунова), а также здание ВлГУ (снаружи). Также в фильме показаны железнодорожный вокзал г. Владимир и автовокзал г. Ковров.